# ابوالقاسم رضایی
ابوالقاسم رضایی فیلمبردار، تهیه‌کننده و بازیگر سینما اهل ایران بود.

## زندگی‌نامه
ابوالقاسم رضایی در سال ۱۲۹۵ در مشهد متولد شد. پدرش میرزا ابراهیم‌خان صحاف‌باشی بود و او به واسطهٔ پدرش با عکاسی و کار با دوربین آشنا شد. بعدها از روی نمایشنامه‌ای از پرویز خطیبی به نام «عمه خانم» سناریویی نوشت به نام «آسمان آبی» و با همکاری حبیب اژدری و مهدی رئیس فیروز، شروع به ساخت آن کرد نگاتیوهای اولیه که فیلم‌برداری کرده بود و برای ظهور به آلمان فرستاده بود بسیار دیر به دستش رسید و گروهش از هم گسست و آن فیلم ناتمام ماند. سپس به تهران آمد و به استفان نایمن، نمایندهٔ کمپانی فوکس در ایران، کمک کرد تا استودیویی به نام «برنا» که به «دی.سی. آ» تغییر نام یافت تأسیس کند تا به تهیهٔ فیلم‌های خبری مستند و سینمایی بپردازد و فیلم‌بردارش رضایی باشد. این استودیو در سال ۱۳۳۰ منحل شد و وی کمی پس از آن با مشارکت واهان ترپانچیان و سیمیک کنستانتین، استودیو البرز را پایه‌گذاری کرد. وی همچنین مدیر مسئول مجلهٔ عالم سینما (نشریه استودیو فیلم‌برداری البرز) بود که بیش از دو شماره منتشر نشد. در سال ۱۳۷۲ نسخهٔ ویدئویی جدید از فیلم «خانه خدا» به نام «زیارت مکه» در ایالات متحده عرضه کرد. در بهار ۱۹۹۷ میلادی به دنبال یک بیماری قلبی در ایالات متحده درگذشت. برخلاف خیلی از نظرات در واقع ابوالقاسم رضایی کارگردان فیلم خانه خدا بود، در این خصوص مستندی با عنوان «دربارهٔ خانه خدا» توسط احمد ابراهیمی ساخته شده‌است.

## فیلم‌شناسی

### تهیه‌کننده
1. خانه خدا (۱۳۴۵ در عربستان سعودی فیلمبرداری شد)
2. عمر دوباره (۱۳۳۱)

### فیلمبردار
1. پایان رنج‌ها (۱۳۳۴)
2. گناهکار (۱۳۳۲)
3. لغزش (۱۳۳۲)
4. زنده باد خاله (۱۳۳۱)
5. عمر دوباره (۱۳۳۱)